# Morte a Plum Island
Morte a Plum Island è un romanzo giallo del 1997 scritto da Nelson DeMille.
È il primo romanzo di DeMille che ha come protagonista John Corey.

## Trama
John Corey, detective della Squadra omicidi della polizia di New York, si trova a Long Island per un periodo di convalescenza per riprendersi da tre ferite da arma da fuoco che lo hanno colpito mentre lavorava a New York. Il suo riposo viene però interrotto: lo sceriffo locale, Sylvester Maxwell, lo assolda come consulente per il duplice omicidio di Tom e Judy Gordon, una coppia di ricercatori che lavorano a Plum Island, un'isola che ospita il Centro di ricerche sulle malattie degli animali del Ministero dell'Agricoltura (Plum Island Animal Disease Center). 
I Gordon sono stati uccisi perché avevano sottratto dai laboratori un prezioso nuovo vaccino, o forse addirittura un pericoloso virus. Sicuramente avevano un tenore di vita molto alto, troppo alto. Facevano uso di droghe? Corey non ne è convinto, anche se la scomparsa di una ghiacciaia dal motoscafo dei coniugi uccisi suggerisce che ci possa essere qualche mistero. Il poliziotto è affiancato da Beth Penrose, detective della polizia locale al suo primo caso di omicidio e decide di indagare direttamente a Plum Island dove però l'FBI e la CIA sono già passati, facendo probabilmente piazza pulita di qualunque indizio utile. Infatti i due investigatori trovano sul luogo del delitto George Foster, un agente dell'FBI, e Ted Nash, che afferma di rappresentare il Dipartimento dell'Agricoltura ma che Corey riconosce immediatamente come agente della CIA. Successivamente Corey si imbatte in Emma Whitestone, una vera autorità in fatto di tesori nascosti e scopre che il più famoso e ricco di tutti, quello del Capitano Kidd, mai ritrovato, potrebbe essere lì nelle vicinanze.

## Edizioni
- Nelson DeMille, Morte a Plum Island, traduzione di Hilia Brinis, Baldini & Castoldi.